# Albina (torrente)
L'Albina è un torrente della provincia di Bergamo. Nasce dal Colle Botto, nelle Prealpi Orobie, in territorio di Selvino. Confluisce dopo 5.6  km da destra nel Serio ad Albino, in Val Seriana. Scorre nei soli comuni di Selvino ed Albino, bagnando anche le frazioni Bondo Petello e Desenzano al Serio.